# Безід
Безід (рум. Bezid) — село у повіті Муреш в Румунії. Адміністративно підпорядковане місту Синджорджу-де-Педуре.
Село розташоване на відстані 237 км на північ від Бухареста, 31 км на південний схід від Тиргу-Муреша, 109 км на схід від Клуж-Напоки, 98 км на північний захід від Брашова.

## Населення
За даними перепису населення 2002 року у селі проживали 699 осіб.
Національний склад населення села:
| Національність | Кількість осіб | Відсоток |
| -------------- | -------------- | -------- |
| угорці         | 629            | 90,0%    |
| цигани         | 58             | 8,3%     |
| румуни         | 12             | 1,7%     |

Рідною мовою назвали:
| Мова      | Кількість осіб | Відсоток |
| --------- | -------------- | -------- |
| угорська  | 647            | 92,6%    |
| циганська | 40             | 5,7%     |
| румунська | 12             | 1,7%     |